# Липпштадт
Липпштадт (нем. Lippstadt) — город в Германии, в земле Северный Рейн-Вестфалия.
Подчинён административному округу Арнсберг. Входит в состав района Зост.  Население составляет 66 976 человек (на 31 декабря 2010 года). Занимает площадь 113,3 км². Официальный код  —  05 9 74 028.
Город подразделяется на 18 городских районов.
| Год  | Население |
| ---- | --------- |
| 1995 | 66 338    |
| 2000 | 66 923    |
| 2005 | 67 486    |
| 2010 | 66 948    |

## История
Город основан между 1184 и 1185 гг. графом Бернхардом II (1140—1224) из дома Липпе.

## Галерея

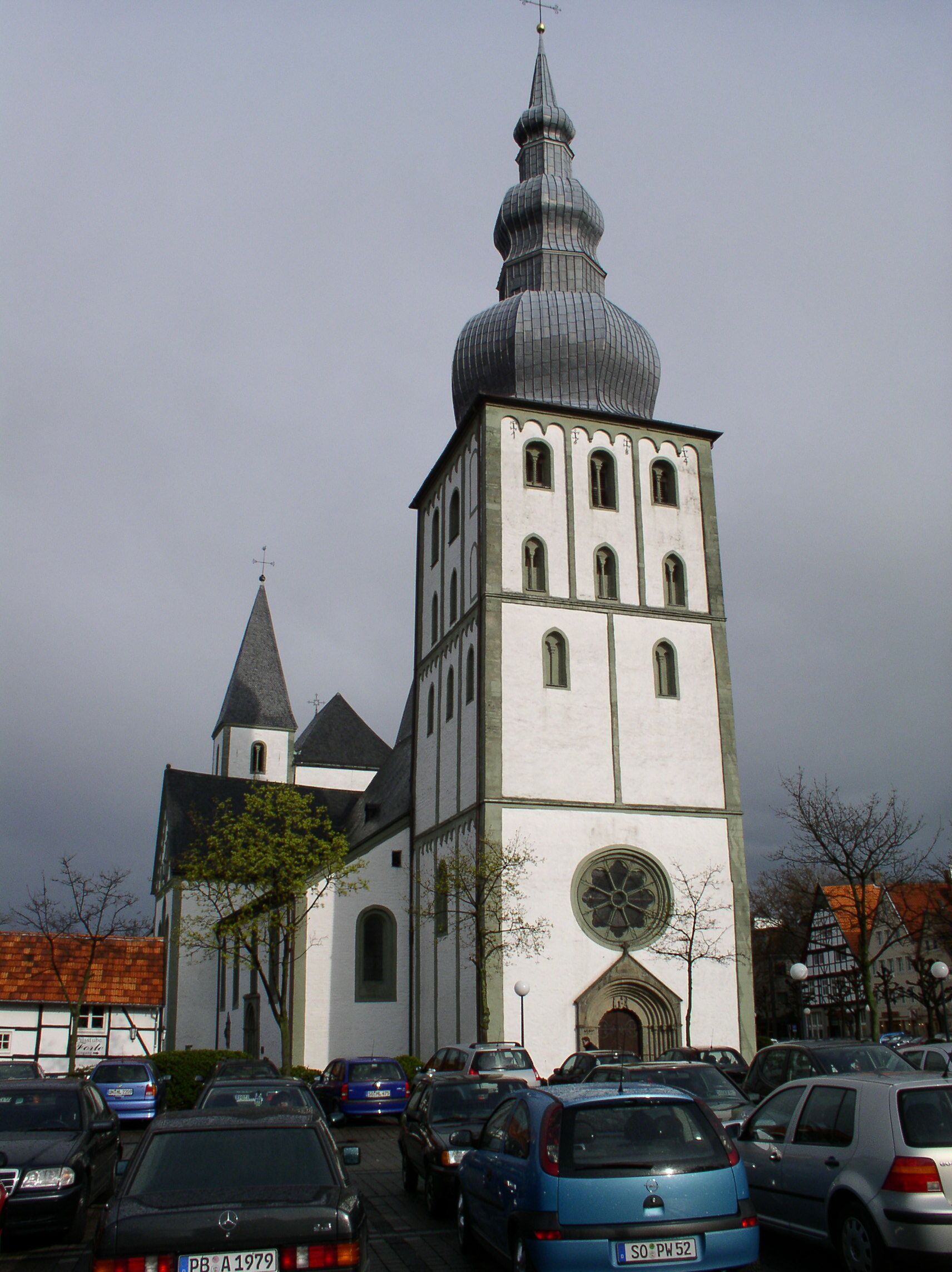
Мариенкирхе
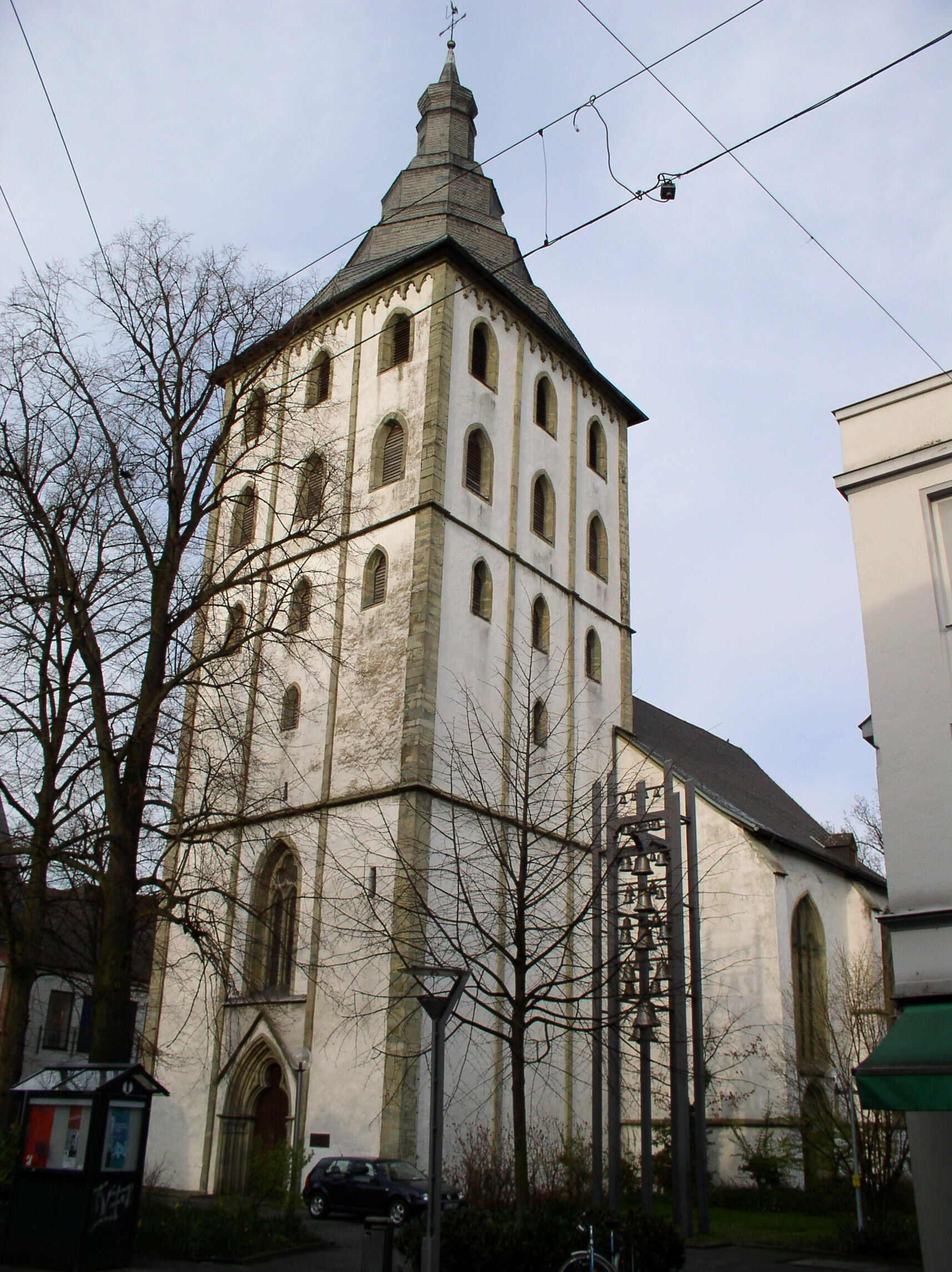
Якобикирхе
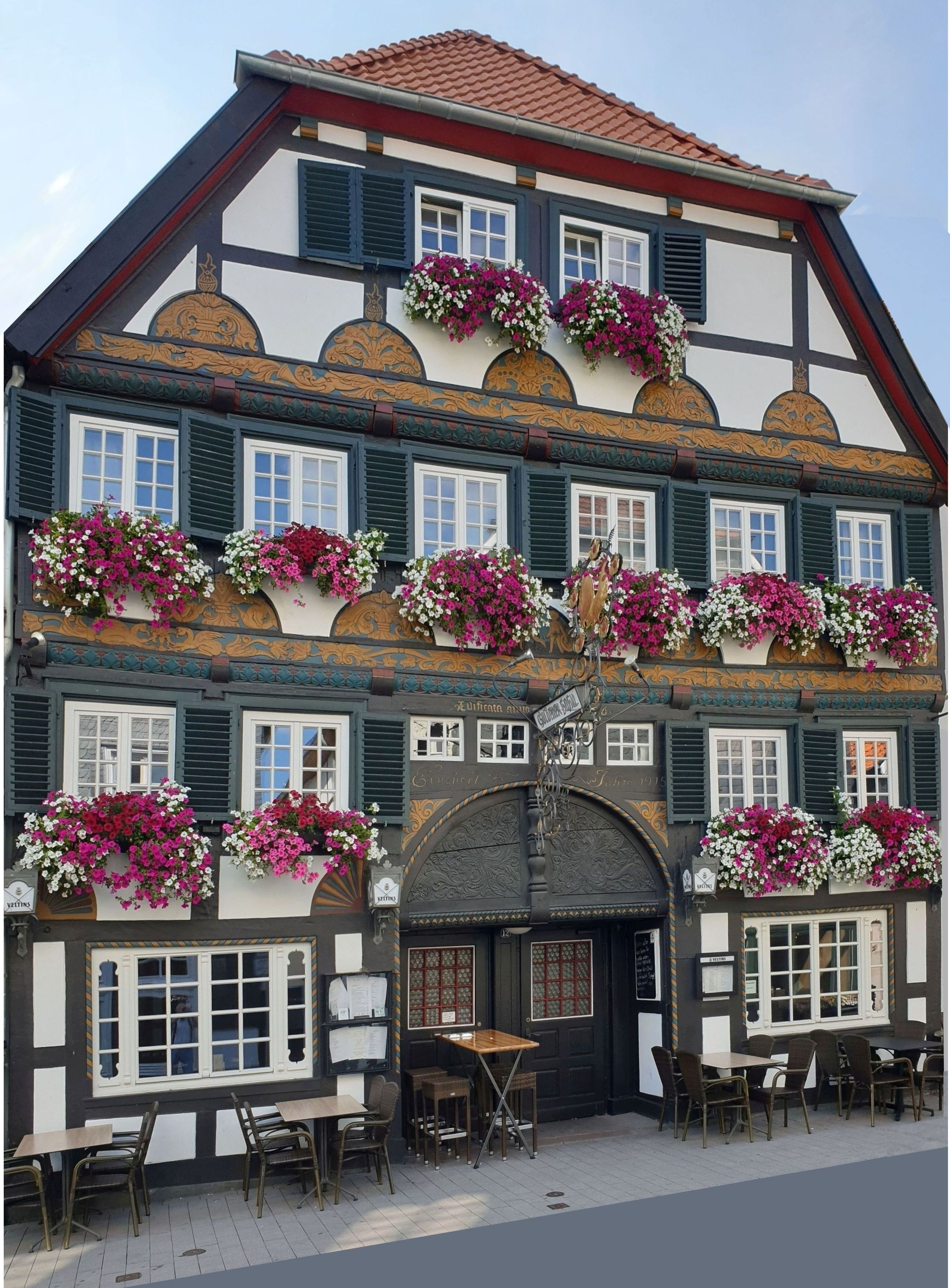
Голденер-Хан (1566 года постройки), один из старейших домов города

## Известные уроженцы и жители
- Карл Фридрих Гельбке (1842—1922) — русский и немецкий педагог и переводчик; доктор наук.
- Мартин Нимёллер — пастор протестантской евангелической церкви, противник нацизма
- Карл-Хайнц Румменигге — известный в прошлом немецкий футболист.
- Александр Штеффенсмайер — немецкий детский писатель, художник и иллюстратор.